# قلمه
قلمه‌زنی (به انگلیسی: Cutting) یک روش غیرجنسی برای تکثیر گیاه است که به صورت گسترده در کشاورزی و مهندسی فضای سبز استفاده می‌شود.
قلمه‌زدن عبارت است از رشد و نمو و تکامل بعضی از قسمت‌های گیاهی قطع‌شده از پایۀ اصلی. قلمه‌زدن یکی از طرق بسیار رایج ازدیاد غیرجنسی گیاهان است. یک قلمه می‌تواند قطعه‌ای از ساقه، ریشه یا برگ باشد. در قلمه ساقه، ریشه‌های نابه‌جا بایستی تشکیل یابند و در قلمه ریشه شاخه‌های نابه‌جا باید به وجود آیند و قلمه برگ برای اینکه رشد کند و به اصطلاح بگیرد، باید در روی آن هم ریشه‌های نابه‌جا و هم شاخه‌های نابه‌جا رشد و تکامل یابند.
از آنجایی که تکهٔ برش‌یافته بدون ریشه برای به‌دست آوردن آب است، در صورت در فراهم نکردن محیط مناسب، به‌زودی خشک خواهد شد. این روش یکی از روش‌های اولیه کلونینگ به‌شمار می‌آید.

## روش‌های مختلف قلمه‌زدن
قلمه‌ها به شیوه‌های گوناگونی تهیه می‌شوند:
- قلمه ساقه

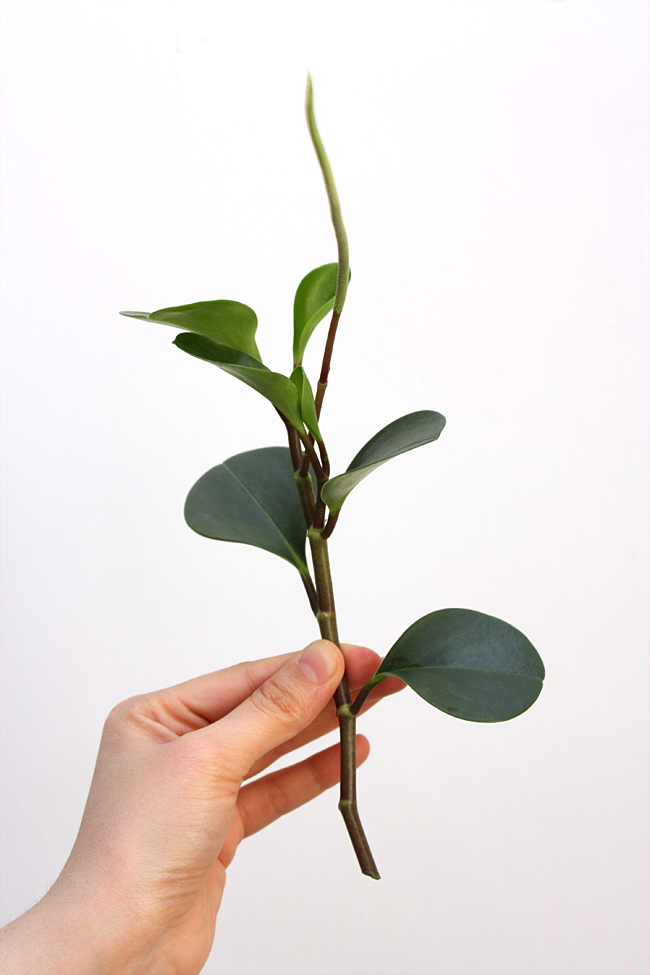
نمونه‌ای از قلمه ساقه (گیاه قاشقی)

این نوع از قلمه، مهم‌ترین قلمه‌ای است که از گیاهان برداشت می‌شود و به گروه‌های زیر تقسیم‌بندی می‌شود:
  - قلمه چوبی
  - قلمه نیمه‌چوبی
  - قلمه سبز
  - قلمه علفی
- قلمه برگی
- قلمه جوانه و برگ
- قلمه ریشه‌ای[۱][۲]

یک راهِ معمول برای تکثیرِ گیاهان، قلمه‌زدنِ آن‌ها و قرار دادنِ قلمه در آب به منظورِ ریشه‌زایی است. این کار معمولاً به عنوان «ریشه‌زاییِ گیاه» یا «رشد دادنِ قلمه‌ها» شناخته می‌شود.

## بستر مناسب برای کاشت قلمه
بستر کشتِ قلمه، مکانی است که برای حفظ رطوبت قلمه و ایجاد شرایط مناسب برای رشد ریشه از آن استفاده می‌کنند.
قلمه‌ها پس از جدا شدن از گیاه اصلی، به منظور ریشه‌دار شدن باید در بستر مناسب قرار گیرند. طبق گفته خلیقی قلمه‌هایی که به‌راحتی ریشه‌دار می‌شوند در مواد مختلف ازجمله خاک ریشه‌دار می‌شوند، ولی این نوع بستر کاشت برای آن دسته از قلمه‌ها که به‌سختی ریشه‌دار می‌شوند، عاملی مهم است.
به‌طورکلی، قلمه‌ها را می‌توان در خاک، ماسه، تورب، ورمیکولیت، پرلیت و آب قرار داد. حتی می‌توان هیچ‌یک از مواد بالا را مصرف نکرد و قلمه‌ها را برای ریشه‌دار شدن در یک هوای مرطوب قرار داد. موادی که می‌توان از آن‌ها به‌عنوان بستر مناسب برای کاشت قلمه استفاده کرد به شرح زیرند:
- خاک
- ماسه
- پوده
- ورمیکولیت
- پرلیت
- آب

تکثیر گیاهان به وسیلهٔ قلمه و…، که در باغبانی امری رایج است، دربارهٔ برخی از گونه‌های مرتعی و جنگلی که ازدیادشان به وسیلهٔ بذر دشوار است، متداول است. گونه‌های زیر معمولاً با قلمه تکثیر می‌شوند: سنجد، انجیر، تاغ، چنار، صنوبر، بید، گز، نارون.

## تیل پیوند
تیل پیوند روشی سریع برای ازدیاد گیاهان است. در این روش، عملیات قلمه و پیوند به‌طور هم‌زمان در ساقه گیاهان (به‌ویِژه درختچه‌های زینتی مانند گل سرخ) انجام می‌شود. از مزایای این روش، افزایش گیاهان در زمان کم است. جزئیات این روش برای ازدیاد رز به این صورت است که ابتدا قلمه‌های چوبی سخت رز را مدتی در انبار سرد نگهداری می‌کنند. سپس از انبار خارج کرده و انتهای آن‌ها را با هورمون اکسین با غلظت بالا به روش فروبردن سریع، تیمار می‌کنند. سپس روی قلمه‌ها، پیوندک‌های رز را به روش نیمانیم پیوند می‌زنند و با نوار پلاستیکی می‌بندند. سپس این گیاهان در محیطی با رطوبت نسبی بسیار بالایی قرار داده می‌شوند.

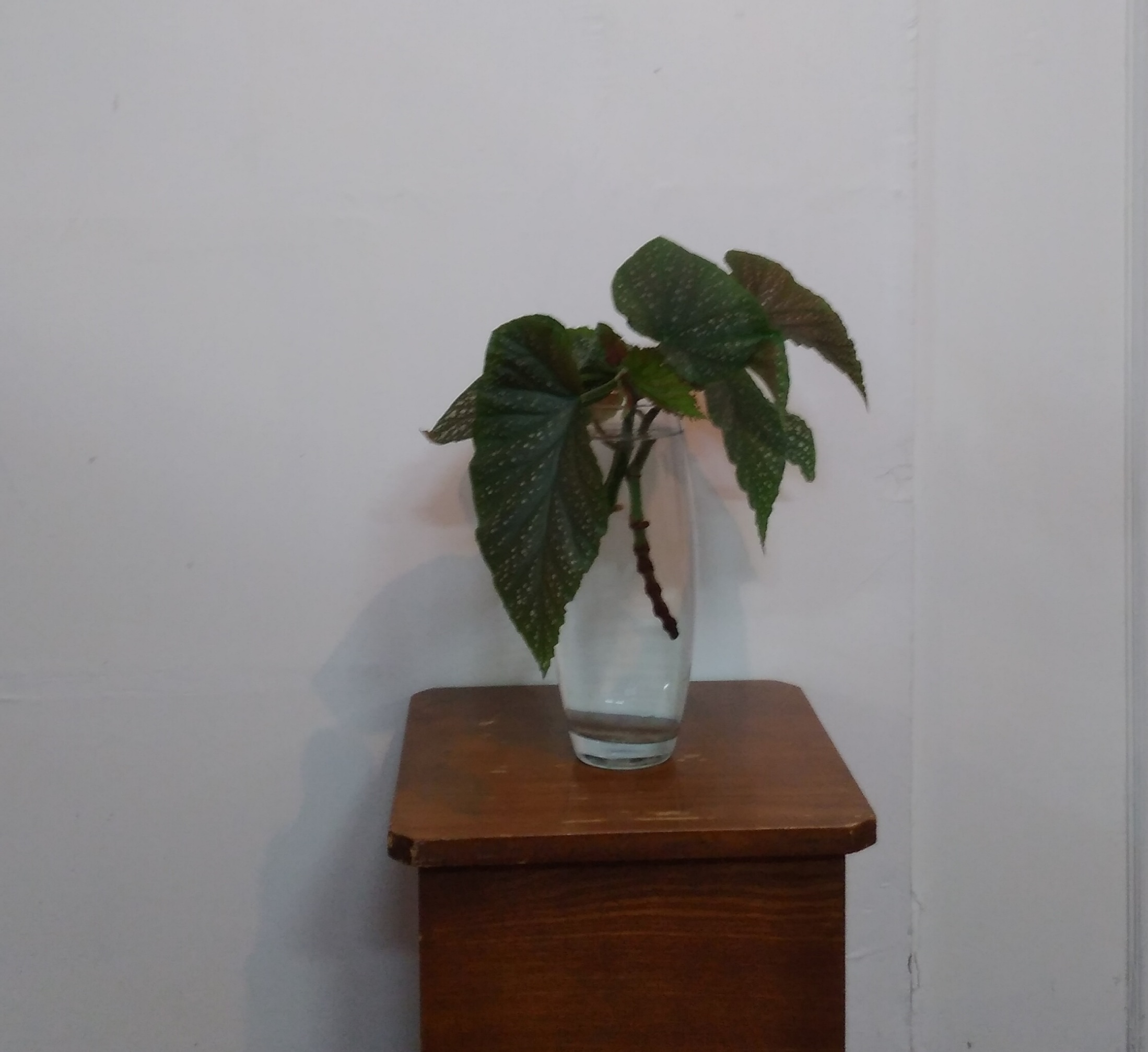
نمونه‌ای از قلمه بگونیا خالدار